# Trossingen
Trossingen – miasto w Niemczech, w kraju związkowym Badenia-Wirtembergia, w rejencji Fryburg, w regionie Schwarzwald-Baar-Heuberg, w powiecie Tuttlingen, siedziba wspólnoty administracyjnej Trossingen. Leży ok. 17 km na północny zachód od Tuttlingen, pomiędzy Villingen-Schwenningen a Spaichingen.

## Współpraca
- Cluses, Francja
- Beaverton, Stany Zjednoczone
- Windhuk, Namibia